# Arandela Belleville

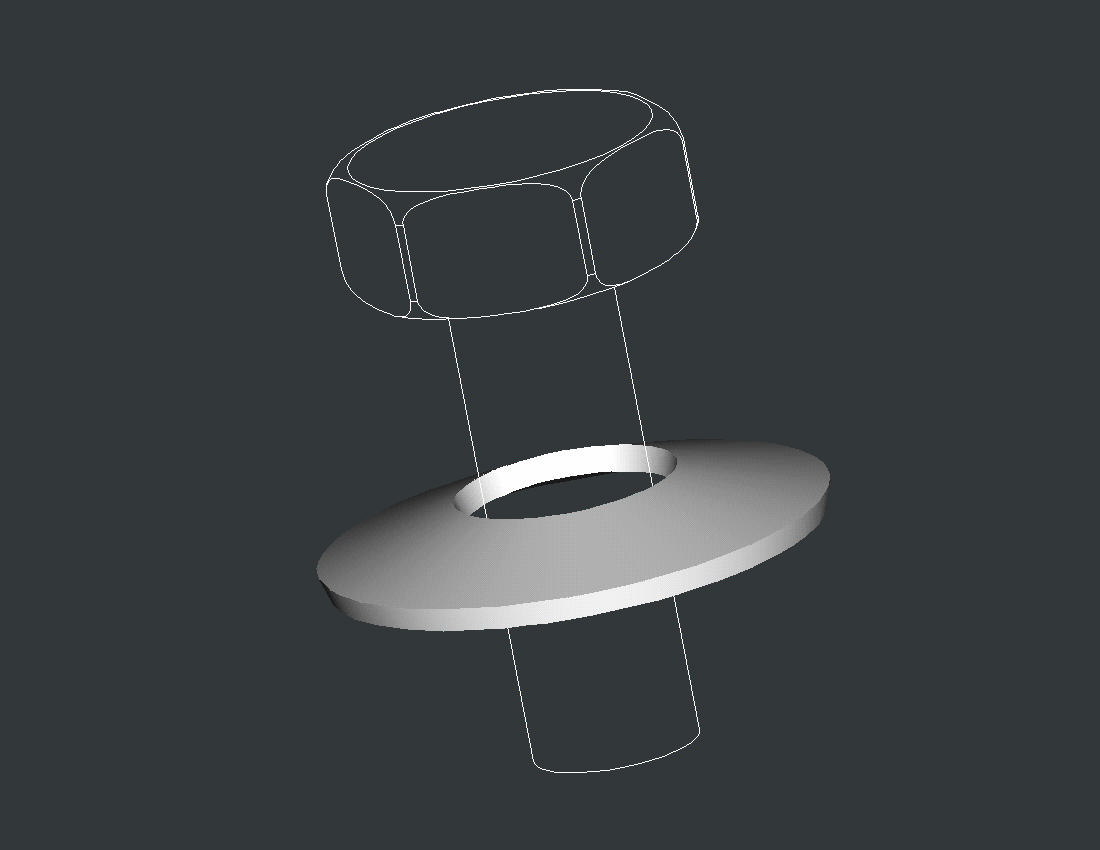
Arandela Belleville

Una arandela Belleville, también conocida como muelle de disco cónico, arandela elástica cónica, resorte de disco, muelle Belleville o arandela elástica, es una carcasa cónica que puede soportar una carga axial, ya sea estática o dinámicamente. Es un tipo de muelle con forma de arandela tronco-cónica, lo que le proporciona su comportamiento elástico característico.
El nombre "Belleville" proviene de Julien Belleville, un inventor francés originario de Dunkerque que en 1835 patentó un diseño que ya contenía el principio del muelle de disco. El verdadero inventor de las arandelas Belleville es desconocido.
A través de los años se han desarrollado muchos perfiles para este tipo de arandelas. Los más utilizados son los perfiles con o sin
planos de contacto, mientras que otros perfiles, como el de sección transversal trapezoidal, han perdido importancia.

## Características y uso

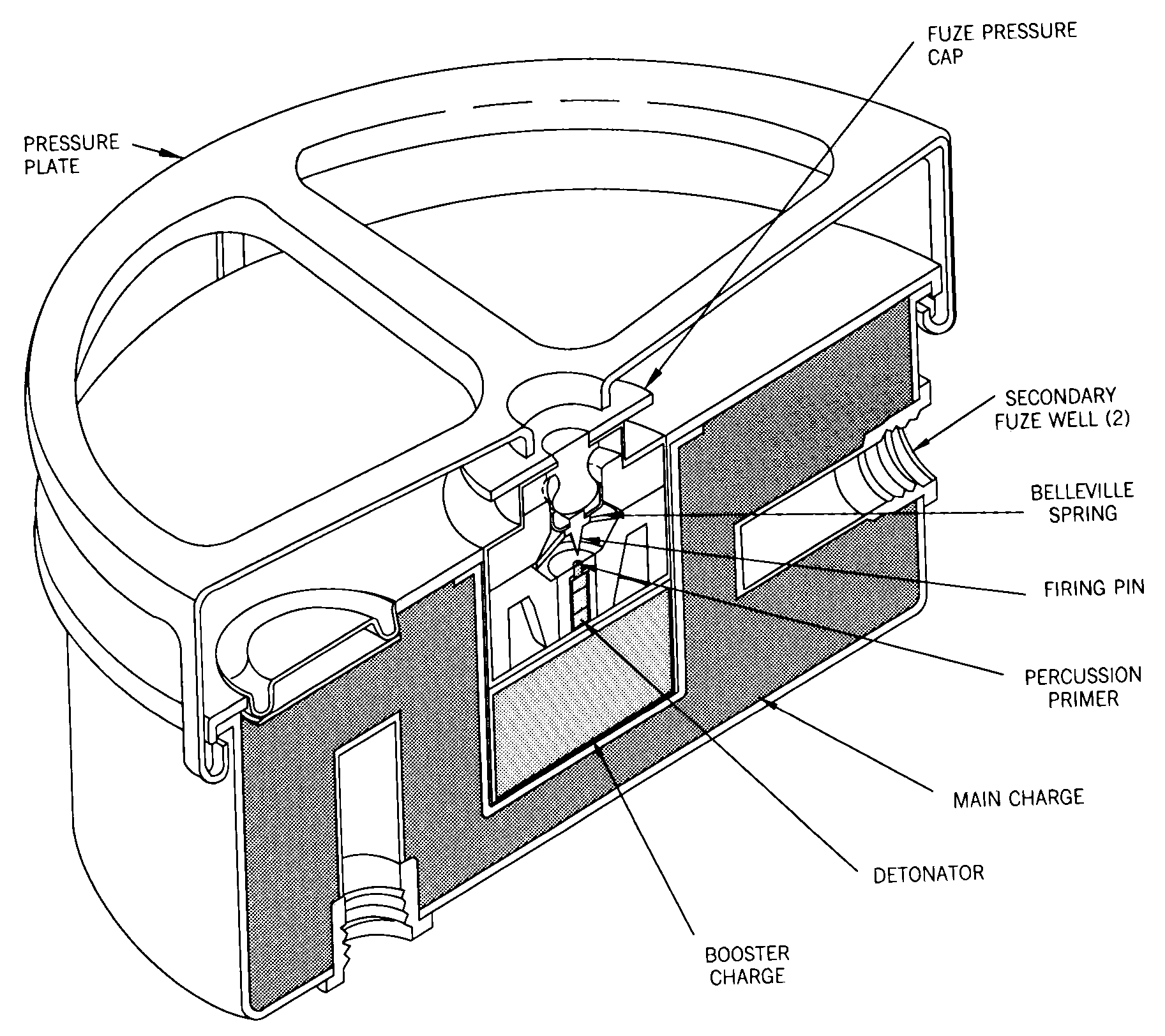
Plano de la sección una mina antitanque M4 (hacia 1945), mostrando el muelle Bellevile en el mecanismo de la espoleta

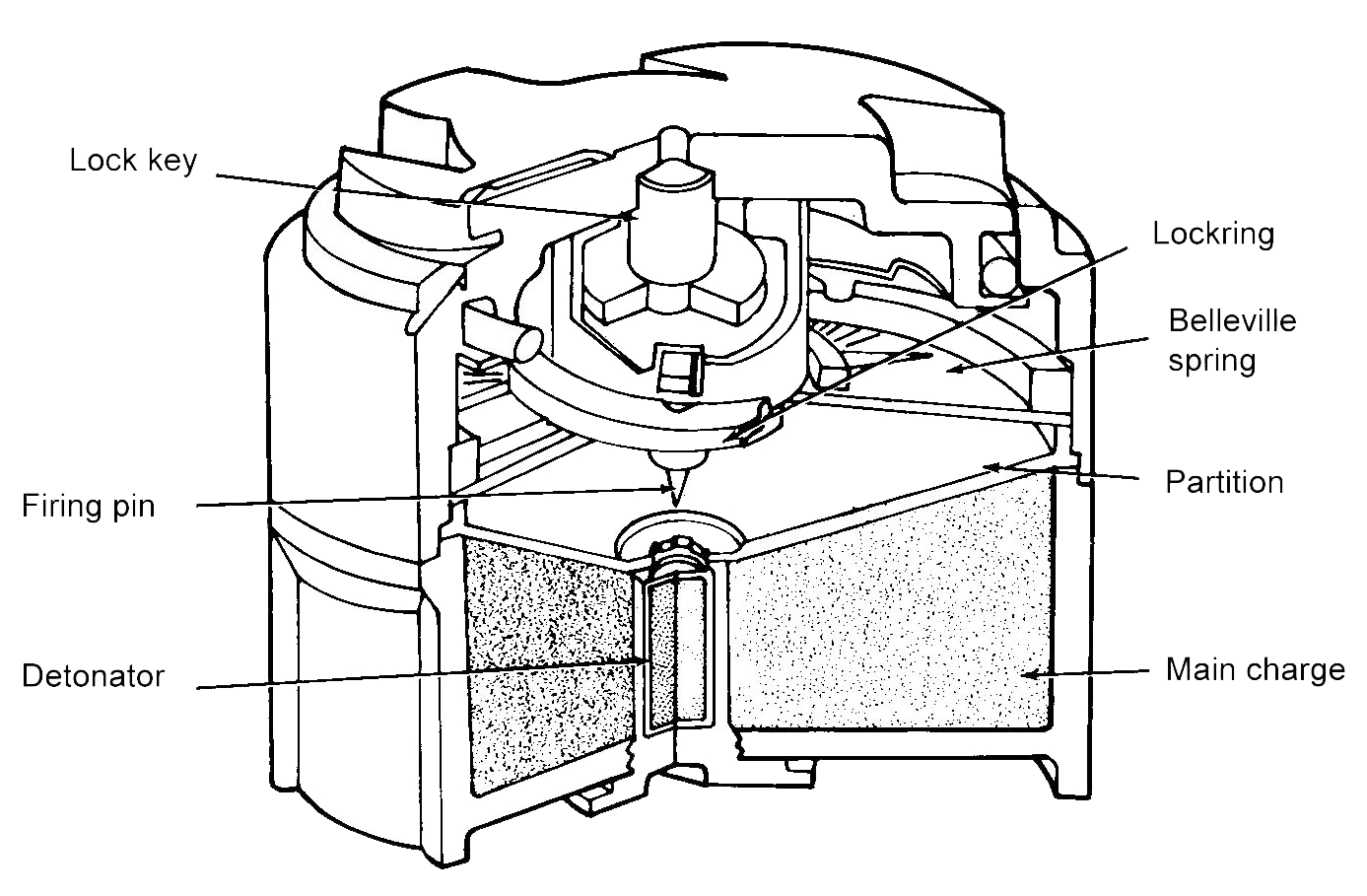
Vista en sección de una mina antipersonal M14, mostrando el percutor montado en el centro de un resorte Belleville de plástico

En los diferentes campos donde se utilizan, su función consiste en aplicar una precarga flexible, como en el caso de las uniones con pernos o los cojinetes. Las arandelas Belleville se suelen usar tanto individualmente como apiladas (con la misma orientación, o alternadamente).
Poseen una serie de propiedades ventajosas en comparación con otros tipos de resortes:
- Pueden soportar cargas muy grandes con un espacio de instalación pequeño
- Debido al número casi ilimitado de combinaciones posibles de arandelas individuales, la curva característica y la longitud del apilamiento se pueden ajustar con gran facilidad
- Alta vida útil bajo cargas dinámicas si el resorte está dimensionado adecuadamente
- Siempre que no se exceda la máxima tensión mecánica de diseño, no se producen procesos de relajación inadmisibles
- Con una disposición adecuada, se puede lograr un gran efecto de amortiguación (alta histéresis)
- Debido a que los resortes son de forma anular, la transmisión de fuerza es absolutamente concéntrica

Gracias a estas propiedades ventajosas, las arandelas Belleville se usan actualmente en una gran cantidad de campos, como en los ejemplos que se enumeran a continuación.
En la industria de armas, se utilizan en una serie de minas terrestres, como los modelos estadounidenses M19, M15, M14, M1 o el tipo sueco Tret-Mi.59. Cuando un objetivo (una persona o un vehículo) ejerce una presión suficiente sobre el resorte Belleville, entonces se excede un umbral de activación y se dispara el percutor hacia abajo, produciendo la detonación de la carga de ignición circundante y del relleno explosivo principal.
También se han utilizado como muelles de retroceso en piezas de artillería, como en la gama de cañones marinos/costeros Canet (calibres de 75 mm, 120 mm y 152 mm), fabricados en Francia a finales del siglo XIX.
Algunos fabricantes de rifles con accionamiento por cerrojo, en lugar de un resorte más tradicional, usan apilamientos de arandelas Belleville, ya que reducen el tiempo entre la activación del gatillo y el impacto del percutor en el cartucho.
Las arandelas Belleville, sin estrías que puedan anclarse a la superficie de sujeción, no tienen una capacidad de bloqueo significativa para su uso en uniones atornilladas.
En las aeronaves (típicamente aeronaves experimentales) con hélices de madera, las arandelas Belleville utilizadas en los pernos de montaje pueden ser útiles como un indicador del hinchamiento o de la contracción de la madera. Al apretar sus pernos asociados para proporcionar un espacio específico entre los conjuntos de arandelas colocadas con sus "extremos altos" unos frente a otros, un cambio en el contenido de humedad relativa en la madera de la hélice dará como resultado un cambio de los espacios que a menudo es lo suficientemente grande como para ser detectado visualmente. Como el equilibrio de la hélice depende de que el peso de las palas sea igual, una diferencia significativa en los espacios entre las arandelas puede indicar una diferencia en el contenido de humedad, y por lo tanto, en el peso de las palas de la hélice adyacentes.
En las industrias aeronáutica y automotriz (incluidos los automóviles), los resortes de disco se utilizan como elementos de amortiguación de vibraciones debido a su capacidad de ajuste extremadamente precisa. La serie de aviones Cirrus SR2x utiliza una configuración de arandelas Belleville para amortiguar las oscilaciones del tren de aterrizaje. de Fórmula 1.
En la industria de la construcción, en Japón se han utilizado pilas de muelles de disco debajo de los edificios como amortiguadores de vibraciones para terremotos.
En la industria del transporte vertical, este tipo de resortes se emplean con frecuencia en los sistemas de paracaídas progresivos de los ascensores. Estos sistemas consisten en un bloque metálico el cual está provisto de una ranura dispuesta en vertical por la que discurre, sin tocarla, la guía sobre la que se desliza la cabina del ascensor. Esta ranura a un lado dispone de un rodillo moleteado paralelo a la guía el cual es el encargado de producir la fuerza de acuñamiento contra esta, y una "suela" al otro lado que recibe a través de la guía la fuerza producida por el rodillo contra esta. El papel que desempeñan las arandelas Belville en el sistema descrito es el de amortiguar la suela que recibe la fuerza de acuñamiento, de modo que estas se contraen según aumenta la fuerza haciendo que la fricción de la suela contra la guía cada vez sea mayor, con el resultado de que el ascensor va reduciendo de forma progresiva su velocidad hasta frenarse por completo.

## Apilamientos
Se pueden apilar varias arandelas Belleville para ajustar su comportamiento elástico (su constante elástica) o su grado de deflexión. Apilar arandelas dispuestas en el mismo sentido equivale a disponerlas en paralelo, creando un resorte más rígido. Apilar arandelas dispuestas alternadamente (cabezas con cabezas y pies con pies) es lo mismo que agregar muelles comunes en serie, lo que se traduce en una constante elástica más baja y en un mayor grado de deflexión. Combinar arandelas con distintas configuraciones permite ajustar la constante elástica y el grado de deformabilidad del conjunto.
En general, si n arandelas de disco se apilan en paralelo (mirando en la misma dirección), manteniendo la carga, la deflexión de toda la pila es igual a la de un resorte de disco dividido por n, entonces, para obtener la misma deflexión con un resorte de disco único, la carga a aplicar debería ser n veces la correspondiente en una arandela de disco única. Por otro lado, si n arandelas se apilan en serie (mirando en direcciones alternas), la deflexión para una carga dada es igual a n veces la de una arandela, mientras que la carga a aplicar en toda la pila para obtener la misma deflexión que en un único resorte de disco, tiene que ser la correspondiente a una única arandela dividida por n.

## Consideraciones de rendimiento
En una pila en paralelo (con todas las arandelas montadas en el mismo sentido), se producirá histéresis (pérdidas de carga) debido a la fricción entre cada par de arandelas. Las pérdidas por histéresis pueden ser ventajosas en algunos sistemas debido a la amortiguación y a la disipación adicional de la energía de vibración. Esta pérdida debido a la fricción se puede calcular utilizando métodos de histéresis. Idealmente, no se deben colocar más de 4 arandelas en paralelo. Si se requiere una mayor carga, entonces se debe aumentar el factor de seguridad para compensar la pérdida de carga debida a la fricción. La pérdida por fricción no es un problema tan importante en los montajes en serie (con orientaciones alternadas).
En una pila en serie, la desviación no es exactamente proporcional al número de arandelas. Esto se debe al efecto de tocar fondo cuando los resortes se comprimen hasta quedar planos, de forma que el área de la superficie de contacto aumenta una vez que el resorte se deforma más allá del 95%. Este hecho disminuye el momento del brazo que produce la deformación, por lo que el resorte ofrecerá una mayor resistencia. La histéresis se puede utilizar para calcular las desviaciones predichas en una pila en serie. El número de resortes utilizados en una pila en serie no es un problema tan grande como en las pilas en paralelo, incluso si, en general, la altura de la pila no debe ser mayor que tres veces el diámetro exterior de las arandelas. Si no es posible evitar el montaje de una pila más larga, se debe dividir en dos o posiblemente en tres pilas parciales con arandelas adecuadas. Estas arandelas deben colocarse lo más exactamente posible.
Como se dijo anteriormente, las arandelas Belleville son útiles para realizar ajustes mecánicos, porque se pueden intercambiar diferentes espesores hacia adentro y hacia afuera, y se pueden configurar para lograr una capacidad de ajuste esencialmente infinita mientras ocupan una pequeña parte de la caja de herramientas de un técnico. Son ideales en situaciones en las que se requiere una gran fuerza elástica con una mínima longitud libre. Sin embargo, la desventaja es el peso, y tienen un recorrido muy limitado en comparación con un muelle helicoidal convencional cuando la longitud libre no es un problema.
Teóricamente, las arandelas onduladas también actúan como muelles, pero elementos de tamaño comparable no producen tanta fuerza como las arandelas Belleville, ni pueden apilarse en serie.

## Diseños con superficies planas de contacto y espesor reducido
Para arandelas de disco con un grosor de más de 6.0 mm, la norma DIN 2093 especifica pequeñas superficies de contacto en los puntos I y III (el punto donde se aplica la carga y el punto donde se transmite) además de esquinas redondeadas. Estas superficies planas de contacto mejoran la definición de la aplicación del punto de carga y, particularmente para los apilamientos, reducen la fricción con la barra de guía. El resultado es una reducción considerable en la longitud del brazo de palanca y un aumento correspondiente en la carga del resorte. Esto a su vez se compensa con una reducción en el grosor del resorte.
El espesor reducido se especifica de acuerdo con las siguientes condiciones:
- La altura total permanece inalterada
- El ancho de los planos de contacto (es decir, el ancho del anillo) debe ser aproximadamente 1/150 del diámetro exterior
- La carga aplicada al resorte de espesor reducido para obtener una desviación igual al 75% de la altura libre (de un resorte no reducido) debe ser la misma que para un resorte no reducido

Como la altura total no se reduce, los resortes con espesor reducido inevitablemente tienen un ángulo de flanco aumentado y una altura de cono mayor que los resortes de la misma dimensión nominal sin espesor reducido. Por lo tanto, la curva característica se altera y se vuelve completamente diferente.

## Cálculo
A partir de 1936, cuando J. O. Almen y A. Làszlò publicaron un método de cálculo simplificado, fueron apareciendo métodos más precisos y complejos para incluir en los cálculos arandelas de disco con superficies planas de contacto y espesor reducido. Entonces, aunque hoy en día existen métodos de cálculo más precisos, los más utilizados son las fórmulas simples y convenientes contenidas en la norma DIN 2092, ya que para dimensiones estándar producen valores que se corresponden bien con los resultados medidos.
Considerando una arandela Belleville con diámetro exterior {\displaystyle {D_{e}}}, diámetro interior {\displaystyle {D_{i}}}, altura l y espesor t, donde {\displaystyle {h_{0}}} es la altura libre, es decir, la diferencia entre la altura y el espesor, se obtienen los siguientes coeficientes:
{\displaystyle \delta ={\frac {D_{e}}{D_{i}}}}
{\displaystyle {C_{1}}={\frac {\left({\frac {t'}{t}}\right)^{2}}{\left({\frac {1}{4}}\cdot {\frac {l}{t}}-{\frac {t'}{t}}+{\frac {3}{4}}\right)\cdot {\left({\frac {5}{8}}\cdot {\frac {l}{t}}-{\frac {t'}{t}}+{\frac {3}{8}}\right)}}}}
{\displaystyle {C_{2}}={\frac {C_{1}}{\left({\frac {t'}{t}}\right)^{3}}}\cdot \left[{\frac {5}{32}}\cdot \left({\frac {l}{t}}-1\right)^{2}+1\right]}
{\displaystyle {K_{4}}={\sqrt {-{\frac {C_{1}}{2}}+{\sqrt {\left({\frac {C_{1}}{2}}\right)^{2}+C_{2}}}}}}
La ecuación para calcular la carga que se aplicará a un solo resorte de disco para obtener una desviación  s  es:
{\displaystyle F={\frac {4E}{1-\mu ^{2}}}\cdot {\frac {t^{4}}{K_{1}-{D_{e}}^{2}}}\cdot {K_{4}}^{2}\cdot {\frac {s}{t}}\cdot \left[{K_{4}}^{2}\cdot \left({\frac {h_{0}}{t}}-{\frac {s}{t}}\right)\cdot \left({\frac {h_{0}}{t}}-{\frac {s}{2t}}\right)+1\right]}
Téngase en cuenta que para resortes de disco con espesor constante, t´ es igual a t, y en consecuencia, {\displaystyle {K_{4}}} es 1.
En lo que concierne a las arandelas de disco con superficies planas de contacto y espesor reducido, debe decirse que un artículo publicado en julio de 2013 demostró que la ecuación {\displaystyle {K_{4}}} como se define dentro de las normas estándar no es correcta, lo que resultaría en que cada espesor reducido se considera correctamente, algo en principio inviable. Como se indica en ese documento, {\displaystyle {K_{4}}} debe reemplazarse con un nuevo coeficiente, {\displaystyle {R_{d}}}, que depende no solo de la relación {\displaystyle {\frac {t'}{t}}} sino también de los ángulos de los flancos del resorte.
La constante de elasticidad de uno de estos resortes se define como:
{\displaystyle {k}={\frac {dF}{ds}}}

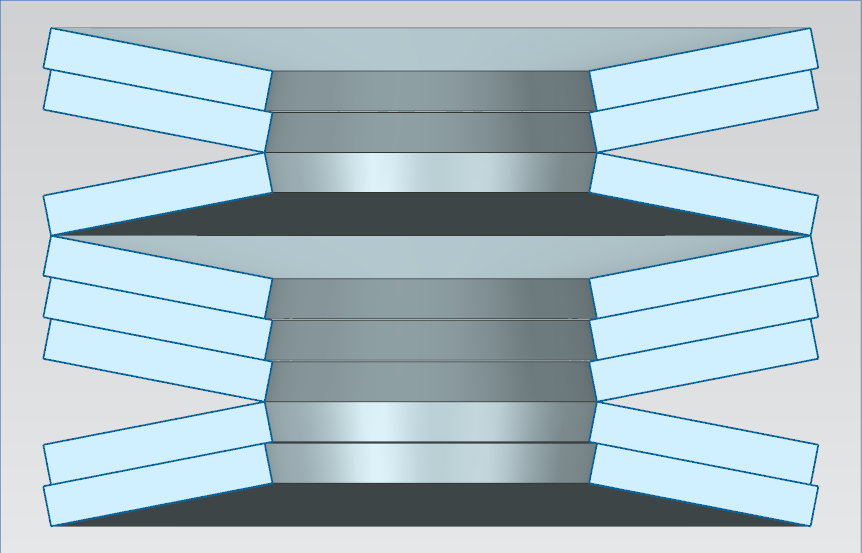
Apilamiento de arandelas Belleville

Si se ignoran los efectos de fricción y de "tocar fondo", la constante elástica de una pila de arandelas Belleville idénticas se puede aproximar rápidamente. Contando desde un extremo de la pila, se debe contabilizar el número de arandelas adyacentes en paralelo. Por ejemplo, en la pila de arandelas a la derecha, la agrupación es 2-3-1-2, porque hay un grupo de 2 arandelas en paralelo, luego un grupo de 3, luego una sola arandela, luego otro grupo de 2.
El coeficiente de resorte total es:
{\displaystyle K={\frac {k}{\sum _{i=1}^{g}{\frac {1}{n_{i}}}}}}
{\displaystyle K={\frac {k}{{\frac {1}{2}}+{\frac {1}{3}}+{\frac {1}{1}}+{\frac {1}{2}}}}}
{\displaystyle K={\frac {3}{7}}\cdot {k}}
Donde
- {\displaystyle n_{i}} = el número de arandelas en el grupo i-ésimo
- g = el número de grupos
- k = la constante elástica de una arandela

Entonces, una pila 2-3-1-2 (o, dado que la suma es conmutativa, una pila 3-2-2-1) da una constante elástica de 3/7 de la de una sola arandela. Estas mismas 8 arandelas se pueden organizar en una configuración 3-3-2 (K = 6/7{\displaystyle \cdot }k), una configuración 4-4 (K = 2{\displaystyle \cdot }k), una configuración 2-2-2-2 (K = 1/2{\displaystyle \cdot }k), y varias otras configuraciones. El número de formas únicas de apilar las n arandelas está definido por la función de partición p(n) y aumenta rápidamente con valores de n grandes, lo que permite un ajuste fino de la constante del resorte. Sin embargo, cada configuración tendrá una longitud diferente, lo que requerirá el uso de separadores en la mayoría de los casos.

## Estándares
- DIN EN 16983 anteriormente DIN 2092 - Resortes de disco - Cálculo
- DIN EN 16984 anteriormente DIN 2093 - Resortes de disco - Especificaciones de fabricación y calidad[15]
- DIN 6796 - Arandelas de resorte cónicas para conexiones atornilladas[2]